# Гюнтер Савіцкі
Гюнтер Савіцкі (нім. Günter Sawitzki, 22 листопада 1932 — 14 грудня 2020) — німецький футболіст, що грав на позиції воротаря, зокрема за «Штутгарт», а також національну збірну ФРН.
Володар Кубка ФРН.

## Клубна кар'єра
У дорослому футболі дебютував 1952 року виступами за команду «Зодінген», в якій провів п'ять сезонів. 
1957 року перейшов до клубу «Штутгарт», за який відіграв 14 сезонів. 1958 року виборов титул володаря Кубка Німеччини. Завершив професійну кар'єру футболіста виступами за команду «Штутгарт» у 1971 році.

## Виступи за збірну
1956 року дебютував в офіційних матчах у складі національної збірної ФРН. Протягом кар'єри у національній команді, яка тривала 8 років, провів у її формі 10 матчів.
Був у заявці збірної на чемпіонат світу 1958 року у Швеції і чемпіонат світу 1962 року у Чилі. На обох світових першостях залишався резервним голкіпером і в матчах цього турніру участі не брав.

## Титули і досягнення
- Володар Кубка ФРН (1):

«Штутгарт»: 1958